# John MacGregor (upptäcktsresande)
John MacGregor, född 1825, död 1892, var en skotsk upptäcktsresande.